# The Triumph of Steel
The Triumph of Steel is een heavymetalalbum van Manowar uitgegeven in 1992. 

## Inhoud
1. Achilles, Agony & Ecstasy in Eight Parts (28:38)
2. Metal Warriors (Brothers of Metal Part 2) (3:55)
3. Ride the Dragon (4:33)
4. Spirit Horse of the Cherokee (6:02)
5. Burning (5:10)
6. The Power of Thy Sword (7:51)
7. The Demon's Whip (7:45)
8. Master of the Wind (5:26)

## Artiesten
- Eric Adams - vocalist
- Rhino - drummer en slagwerk
- Dave Shankle - gitarist en klavier
- Joey DeMaio - bassist